# Куалман, Эрик
Эрик Куалман — американский автор «Социалномики», «Цифрового лидерства» и «Что происходит в Вегасе — попадает на youtube». Он также известен как ключевой спикер международных конференций и форумов на темы Поколение Y, мотивация, цифровое лидерство, социальные, мобильные и цифровые медиа и тренды будущего.
В 2010 году «Социалномика» стала финалистом премии «Книга года» по версии Американской маркетинговой ассоциации

## Биография
Куалман родился и вырос в Мичигане, окончил Университет штата Мичиган, где получил степень BA в маркетинге. Куалман также получил степень MBA в Школе бизнеса МакКомба Техасского университета в Остине (1999).
Помимо работы писателя, Куалман регулярно выступает как ключевой спикер на международных конференциях и форумах и работает профессором по цифровому маркетингу в Международной школе бизнеса Хульта. Он также является советником и председателем совета директоров компаний Bazaarvoice, EF Education First, Manumatix Software, Brickfish и WannaBeeSocial.
Куалман работал в отделах онлайн-маркетинга и электронной коммерции Cadillac & Pontiac (1994-97), AT&T (1998—2000), Yahoo (2000-03), EarthLink (2003-05) and Travelzoo (Head of Marketing 2005-08).
Куалман был ключевым спикером на BookExpo America 2009, с выступлением на тему, как социальные медиа трансформируют современное общество, жизнь людей и методы ведения бизнеса. Был ведущим спикером на международной IT-конференции Europe’s Fiber To The Home (FTTH) и делил сцену с премьер-министром Португалии Сократеш, Жозе.
Статьи Куалмана опубликованы в Mashable, BusinessWeek, The New York Times, Forbes,, The Huffington Post.
Интервью на радио и телевидении на тему цифровых трендов.
Русская пресса: Эксперт по социальным медиа Эрик Куалман — о том, как стать лидером в новом мире
Интеграция разных соцсетей не за горами
- Напутственное слово (Университет штата Техас)
- Ключевой спикер (Кабо-Сан-Лукас)
- TEDx Talk
- Ключевой спикер (Стамбул)
- Ключевой спикер (Мехико)
- Ключевой спикер (Лас Вегас)

## Книги
- Социалномика
- Цифровое лидерство
- Что происходит в Вегасе — попадает на youtube